# Montreuil-la-Cambe
Montreuil-la-Cambe is een gemeente in het Franse departement Orne (regio Normandië) en telt 82 inwoners (2009). De plaats maakt deel uit van het arrondissement Argentan.

## Geografie
De oppervlakte van Montreuil-la-Cambe bedraagt 9,3 km², de bevolkingsdichtheid is dus 8,8 inwoners per km².
De onderstaande kaart toont de ligging van Montreuil-la-Cambe met de belangrijkste infrastructuur en aangrenzende gemeenten.

## Demografie
Onderstaande figuur toont het verloop van het inwonertal (bron: INSEE-tellingen).